# Пассаж (музыка)

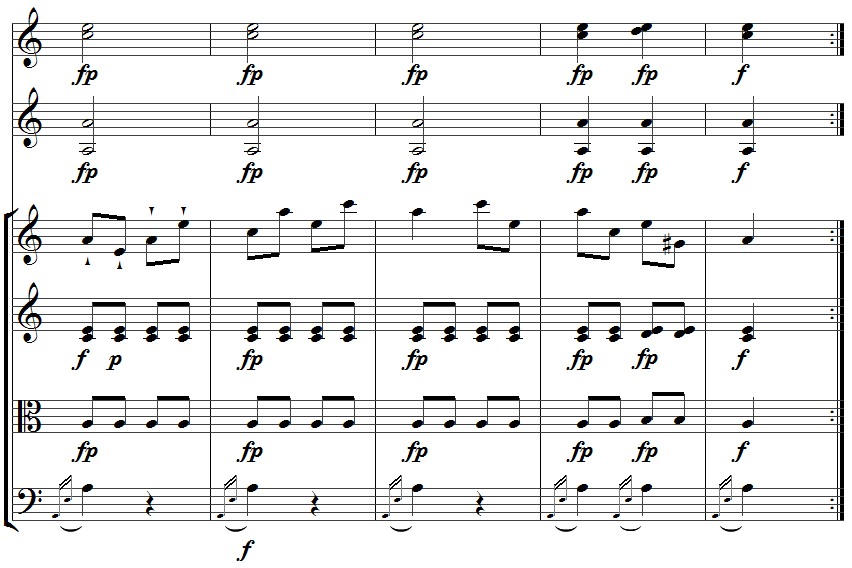
Пассаж из 5 концерта Моцарта для скрипки с оркестром

Пасса́ж (фр. passage, букв. — проход, переход, составляющая орнаментики) — последовательность звуков в быстром движении. Пассаж нейтрален в тематическом отношении, является демонстрацией виртуозного искусства. Появился ориентировочно в XVI в.
Исполняя пассаж, музыкант, во-первых, переходит в быстром темпе из одного регистра в другой, а во-вторых, пассажи часто соединяют между собой различные темы произведения.
Аккордовый пассаж образуется исполнением аккорда в арпеджио, а гаммовый движется по ступеням гаммы. Большинство пассажей смешивает эти варианты.